# ويليام ماثيوز
ويليام ماثيوز (بالإنجليزية: William Matthews) هو محامي وقاضي وسياسي أمريكي، ولد في 26 أبريل 1755 في مقاطعة سيسيل في الولايات المتحدة، وتوفي في 1808. حزبياً، نشط في الحزب الفيدرالي الأمريكي. وقد انتخب عضو مجلس النواب لولاية ماريلند وانتخب عضو مجلس النواب الأمريكي.